# Rithy Panh
Rithy Panh, khm. ប៉ាន់ រិទ្ (ur. 18 kwietnia 1964 w Phnom Penh) – kambodżański reżyser, scenarzysta i producent filmowy, mieszkający na stałe we Francji. Twórca wielokrotnie nagradzanych filmów dokumentalnych i fabularnych.

## Życiorys
Autor filmu Brakujące zdjęcie (2013), który zdobył Nagrodę Główną w sekcji „Un Certain Regard” na 68. MFF w Cannes. Obraz ten był również nominowany jako oficjalny reprezentant Kambodży do Oscara dla najlepszego filmu nieanglojęzycznego.
Zasiadał w jury sekcji „Cinéfondation” na 54. MFF w Cannes (2001). Przewodniczył obradom jury Złotej Kamery na 72. MFF w Cannes (2019).